# Эйкорн (коммуна)

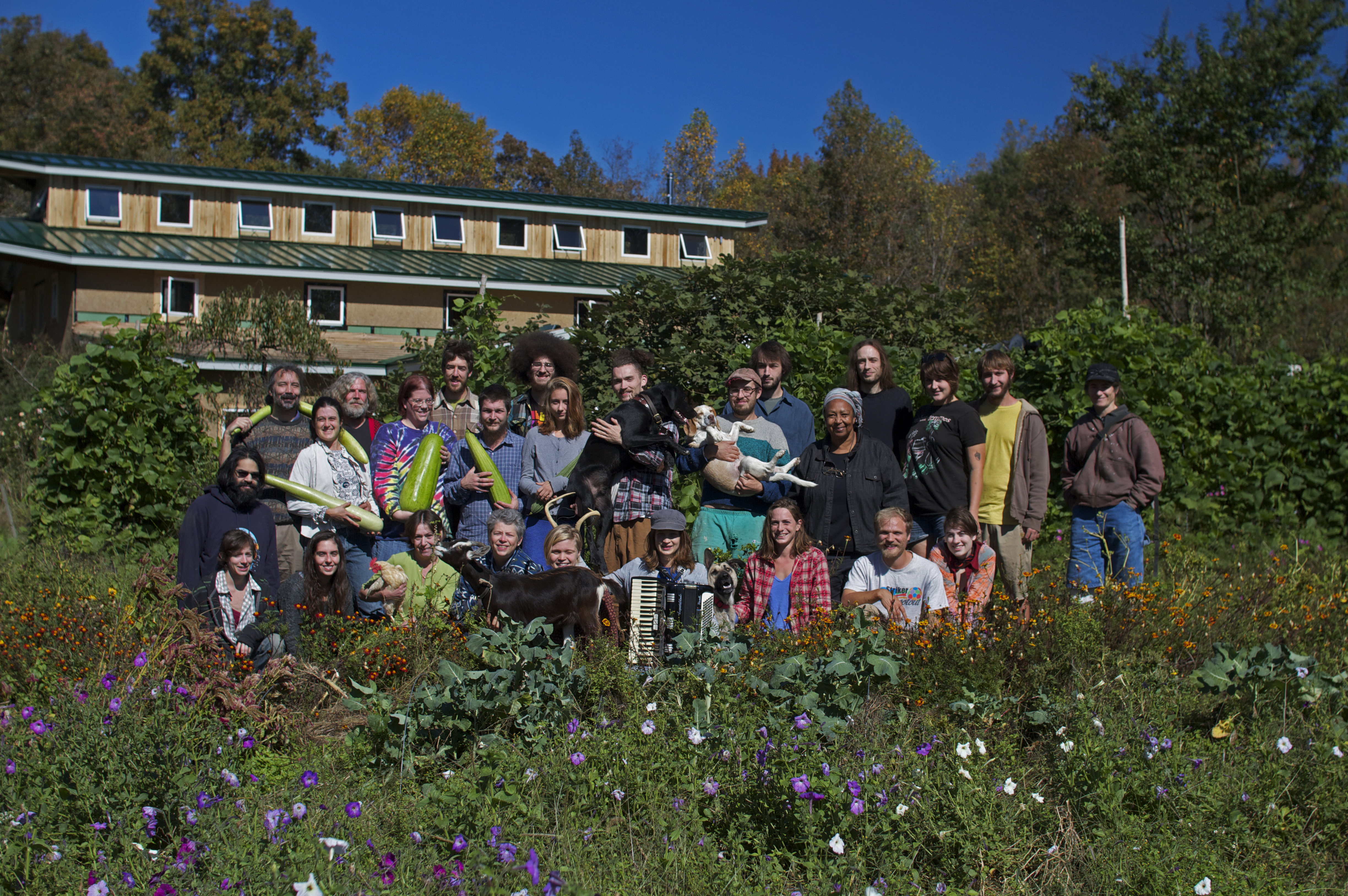
«Эйкорн», 2013 г.

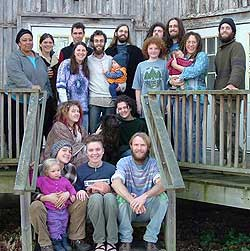
«Эйкорн», 2005 г.

Коммунальная ферма «Эйкорн» (англ. Acorn Community Farm) — сельскохозяйственная анархическая эгалитарная идейная община в округе Луиза штата Виргиния, США. Член «Федерации эгалитарных общин» (англ. Federation of Egalitarian Communities). Основана в 1993 году как дочерняя коммуна «Твин Оукса»: в начале 1990-х население коммуны «Твин Оукс» достигло предела, но оставалось много желающих стать членами коммуны, что послужило мотивом к созданию новой подобной коммуны в другом месте в семи милях от прежнего, на участке земли площадью 75 акров.

## Организация
Групповые собрания проводятся еженедельно и длятся до достижения консенсуса. Члены коммуны придерживаются строгих энвайронменталистских убеждений и стараются жить, нанося как можно меньше ущерба окружающей среде. Несмотря на наличие членства, правила сведены к минимуму; преобладает анархистский подход.

#### Состав
Количество членов, проживающих в коммуне, и ситуация в ней несколько раз значительно изменялись за относительно недолгую историю этой общины. Из-за финансового кризиса и конфликтов между членами коммуна несколько раз оказывалась на грани закрытия. Тем не менее, «Эйкорн» пережила эти трудности, и в 2013 году была довольно процветающей, а количество её постоянных членов достигло 30 (установленного самой коммуной максимума). Есть также гости, временные члены и список-очередь из тех, кто желает вступить и ожидает освобождения места в коммуне.

#### Коммерческая деятельность
«Эйкорн» владеет семеноводческим предприятием по выращиванию не-трансгенных семян наследственных сортов (англ. heirloom seed) под названием «Southern Exposure Seed Exchange». Доход этого предприятия целиком поступает в распоряжение коммуны и используется как на нужды её членов, так и на другие виды деятельности, — в том числе, на поддержку создания других эгалитарных общин: так, в 2013 году, «Эйкорн» приобрела недвижимость для создания дочерней организации — коммуны «Саплинг» (англ. Sapling).

#### Поддержка жителей коммуны
За счёт коммуны её члены получают полное медицинское обслуживание, а также ежемесячное денежное пособие.

## Труд
В «Эйкорне» установлена 42-часовая рабочая неделя, обязательная для всех взрослых членов коммуны. Большинство участников трудятся ещё больше потому, что эта коммуна является относительно новой, активно развивающейся организацией, в которой требуется много работы по строительству инфраструктуры и обеспечению растущего бизнеса.
Все виды работ расцениваются коммуной одинаково: будь то работа в офисе или в поле, приготовление пищи и присмотр за детьми, уборка территории и подготовка совместных мероприятий, или любой другой общественно-полезный труд. Отработавшим минимальное требуемое время предоставляется четырёхнедельный ежегодный отпуск, за сверхурочные часы работы он может быть продлён.
Система организации труда в «Эйкорне» — полностью бесструктурная. Это, однако, не означает, что каждый может просто делать то, что ему хочется, и называть это «работой». Имея в виду цели и нужды сообщества, интересы сохранения групп и людей, — члены коммуны понимают, какие задачи следует решить в первую очередь. Каждый отвечает за взятые на себя обязательства.

## Тяжба с компанией «Монсанто»
«Эйкорн», вместе с 82 другими фермерскими хозяйствами и семеноводческими предприятиями, ведёт судебные процесс против компании «Монсанто», по поводу нарушения патентных прав на генетически модифицированные семена. Первоначально этот судебный процесс был начат между «Ассоциацией производителей и продавцов органических семян» (англ. Organic Seed Growers and Trade Association) и «Монсанто». Ещё один подобный процесс был начат «Фондом публичных патентов» (англ. Public Patent Foundation) в ответ на многочисленные иски юристов компании «Монсанто» против фермеров, чьи генетически немодицифицированные растения естественным образом переопылились с выращиваемыми неподалёку растениями трансгенных сортов, выведенных компанией «Монсанто».

## Строения
Большинство членов коммуны живёт в одном из четырёх общежитий где, однако, каждому предоставляется отдельная спальня. Также есть строения производственно-коммерческого назначения, в том числе деревообрабатывающий цех, автомастерская, сараи, теплицы, холодные хранилища семян.

## Галерея

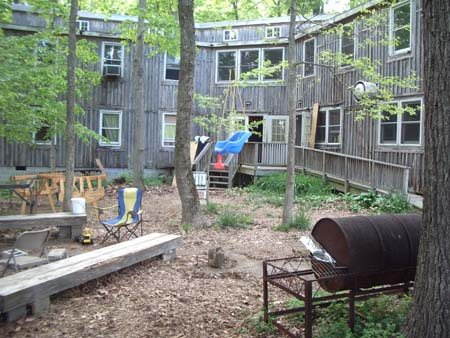
«Heart Wood»: Общежитие с 13 спальнями.
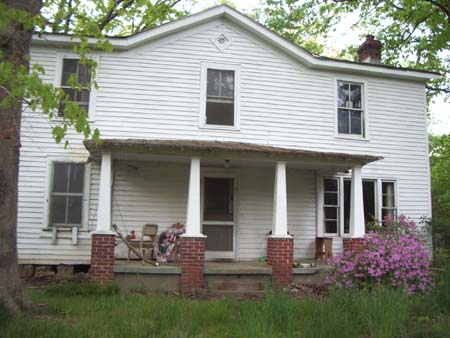
«The Farm House»: Традиционный дощатый дом 1908 года постройки, 5 спален.
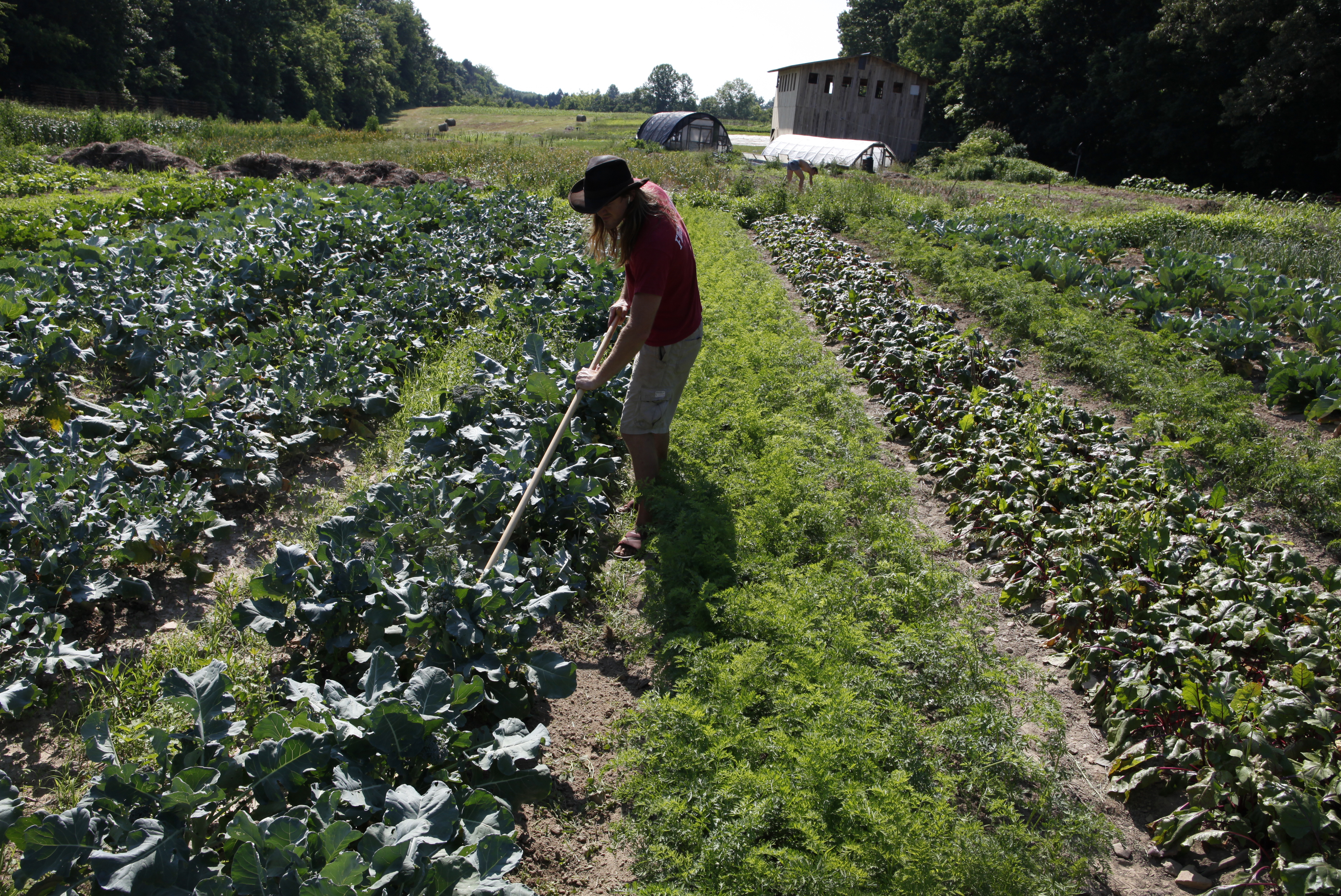
Делянка в четыре акра
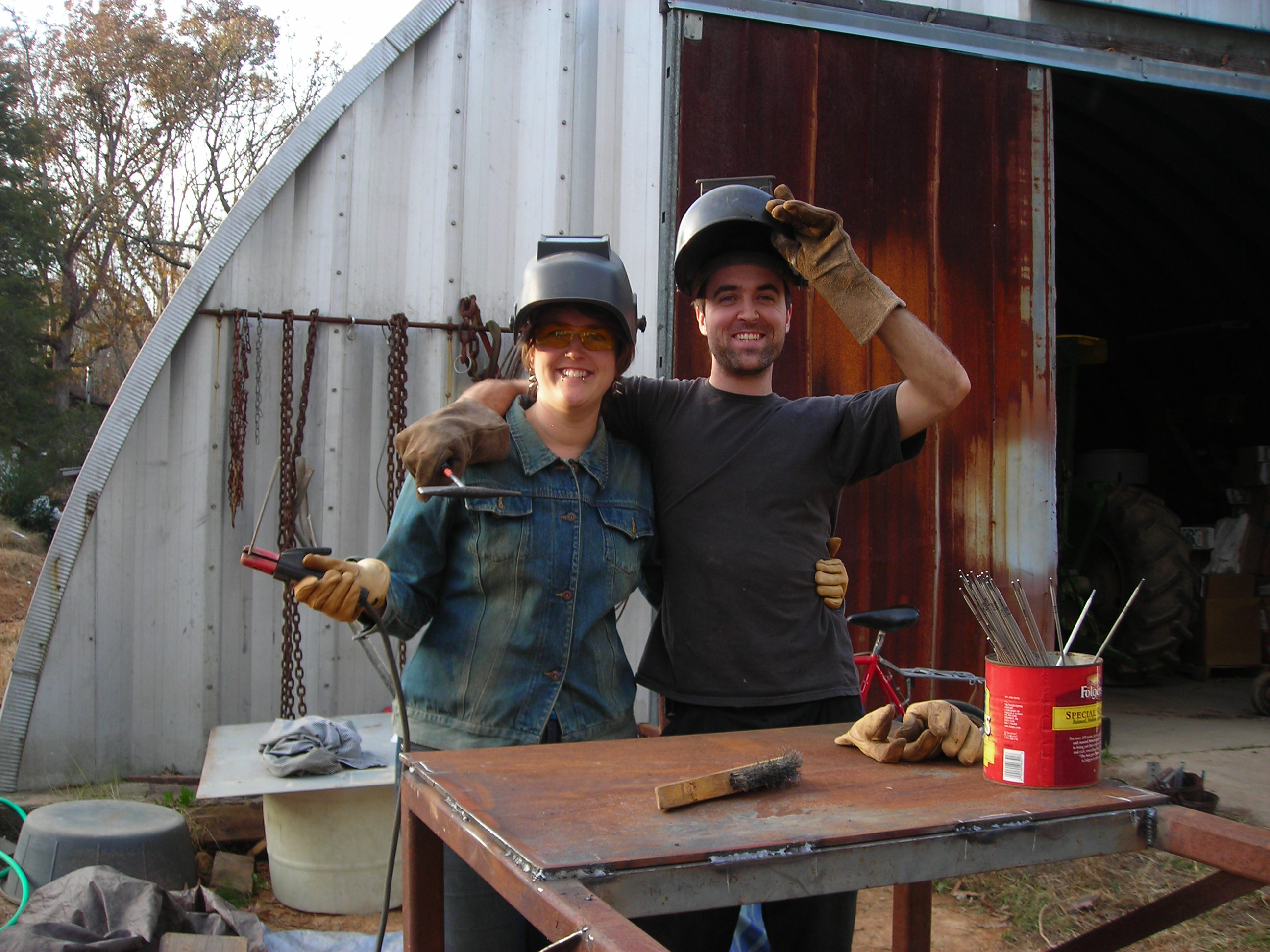
Сварка